# Ezekiel Forman Chambers
Ezekiel Forman Chambers (ur. 28 lutego 1788 w Chestertown, Maryland, zm. 30 stycznia 1867 w Chestertown, Maryland) – amerykański polityk.
W latach 1826–1834 zasiadał w Senacie Stanów Zjednoczonych jako przedstawiciel stanu Maryland.